# Cantonul Argenton-les-Vallées
Cantonul Argenton-les-Vallées este un canton din arondismentul Bressuire, departamentul Deux-Sèvres, regiunea Poitou-Charentes, Franța.

## Comune
| Comune                      | Populație (1999) | Cod poștal | Cod INSEE |
| --------------------------- | ---------------- | ---------- | --------- |
| Argenton-l'Église           | 1.632            | 79290      | 79014     |
| Argenton-les-Vallées        | 1.602            | 79150      | 79013     |
| Bouillé-Loretz              | 1.045            | 79290      | 79043     |
| Bouillé-Saint-Paul          | 422              | 79290      | 79044     |
| Le Breuil-sous-Argenton     | 439              | 79150      | 79053     |
| Cersay                      | 999              | 79290      | 79063     |
| La Coudre                   | 248              | 79150      | 79099     |
| Étusson                     | 341              | 79150      | 79113     |
| Genneton                    | 340              | 79150      | 79132     |
| Massais                     | 572              | 79150      | 79168     |
| Moutiers-sous-Argenton      | 588              | 79150      | 79187     |
| Saint-Aubin-du-Plain        | 550              | 79300      | 79238     |
| Saint-Maurice-la-Fougereuse | 541              | 79150      | 79280     |
| Ulcot                       | 58               | 79150      | 79333     |
| Voulmentin                  | 1.074            | 79150      | 79356     |